# Христо Борина
Христо Борина е псевдоним на Христо Цанев Минев – виден български поет и общественик.

## Биография
Роден е на 29 януари 1882 г. в село Казъл Мурад (днес Благоево), Разградско. Завършва първоначално образование в родното си село, а гимназия в Разград. През 1903 г. отпечатва първите си стихотворения в сп. „Орало“, сътрудничи на сп. „Женски труд“, негови творби са поместени в сп. „Демократически преглед“. През 1905 г. следва славянска филология в Софийския университет. Завършва френска филология и философия във Фрибургския университет в Швейцария (1909).
Между 1909 и 1915 г. е гимназиален учител в Пловдивската мъжка гимназия и във Втора софийска мъжка гимназия. От 1915 до 1922 г. е библиотекар на чуждия отдел в Народната библиотека в София. През 1922 г. става отново гимназиален учител.
Един от основателите на Съюза на българските писатели.
Умира на 19 ноември 1967 г. в София.

## Творчество
Началните литературни опити на Борина са в духа на патриотизма. Първата му стихосбирка „За родния край“ (наградена от БАН през 1914 г.) съдържа творби, писани между 1908 и 1912 г. Тя е възторжено преклонение пред родината, пред хубостите на земята, пред мъжествения труд на селянина.
Стихотворенията си от военните години Борина издава през 1916 г. в сборника „От полето на честта“. В него са поместени стихове, които са окачествени от редица критици като „щабна поезия“, и песни, които свидетелстват за вярно доловената мъка на войника по близки, роден дом, спокоен труд. Възпявайки героизма на простия войник, авторът не затваря очи пред ужасите на войната. Поет на селския живот, Христо Борина е по-убедителен, когато рисува родния пейзаж и когато в стиховете му се долавя бодрият дух на българския селянин.